# Teresa Ruiz
Teresa Ruiz López (Santiago Matatlán, 21 de dezembro de 1988) é uma atriz mexicana-estadunidense. Ela é mais conhecida por interpretar a rainha do cartel Isabella Bautista nas duas primeiras temporadas de Narcos: México.

## Filmografia

### Cinema
| Ano  | Título                    | Papel              | Notas                                                       |
| ---- | ------------------------- | ------------------ | ----------------------------------------------------------- |
| 2022 | Father Stu                | Carmen             | Dirigido por Rosalind Ross. Producida por Mark Wahlberg     |
| 2021 | The Marksman              | Rosa               | Dirigido por Robert Lorenz                                  |
| 2015 | The Delivery              | La Reyna           | Dirigido por Louis Leterrier                                |
| 2014 | A Gring Honeymoon         | Rosalita           | Dirigido por Alexandra Debricon                             |
| 2012 | Cantinflas                | Meche Barba        | Dirigido por Sebastián del Amo                              |
| 2012 | Ciudadano Buelna          | Actriz             | Dirigido por Felipe Cazals                                  |
| 2012 | Colosio: El asesinato     | Alejandra Iglesias | Produzido por Mónica Lozano. Dirigido por Carlos Bolado     |
| 2012 | Tlatelolco: Verano del 68 | Licha              | Produzido por Fernando Sariñana. Dirigido por Carlos Bolado |
| 2010 | Viaje redondo             | Lucía              | Dirigido por Gerardo Tort                                   |
| 2010 | Marcelino, pan y vino     | Cruz               | Dirigido por José Luis Gutiérrez Arias                      |
| 2006 | Bordertown                | Cecilia Rojas      | Dirigido por Gregory Nava                                   |
| 2006 | Bienvenido paisano        | Piffany            | Dirigido por Rafael Villaseñor Kuri                         |

### Televisão
| Ano  | Título                | Papel             | Notas                       |
| ---- | --------------------- | ----------------- | --------------------------- |
| 2021 | Luis Miguel: La serie | Azucena           | Netflix                     |
| 2020 | Narcos: México        | Isabella Bautista | Netflix                     |
| 2019 | La casa de las flores | Marilú            | Netflix                     |
| 2018 | Narcos: México        | Isabella Bautista | Netflix                     |
| 2018 | Aquí en la Tierra     | Nadia Basurto     | Fox Networks                |
| 2015 | The Last Ship         | Teresa            | TNT                         |
| 2014 | Gang Related          | Marissa           | 20th Century Fox Television |
| 2013 | Major Crimes          | Mónica García     | Warner Brothers             |
| 2011 | El encanto del águila | Xacinta           | Televisa                    |